# Baudilio

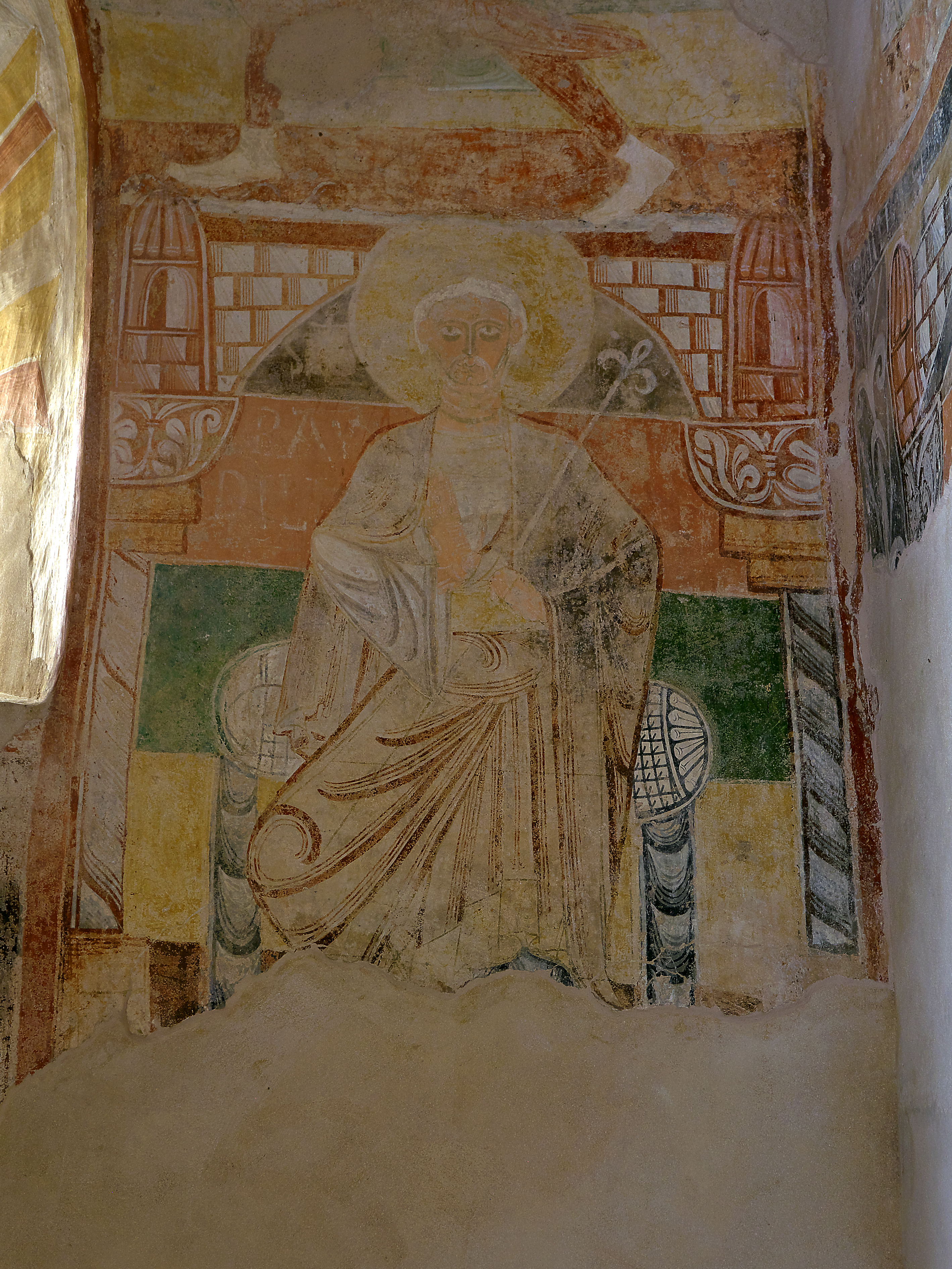
Ermita de San Baudelio de Berlanga

San Baudilio (siglo IV d. C.), según los martirologios, fue un diácono y mártir que sufrió azotes y muchos tormentos con una constancia inquebrantable, hasta ser decapitado con un hacha por haber rehusado sacrificar a los ídolos. La tradición dice que se le dio sepultura en Nimes, en tiempos del emperador romano neoplatónico Juliano el Apóstata (331-363 d. C.). Se le representa vestido con dalmática y portando un Evangelio, símbolos ambos de su condición de diácono, y con un hacha en su otra mano, aludiendo a la forma de su martirio. En las xilografías aparece con un árbol en segundo término: es el famoso laurel que creció junto a su tumba y que fue ocasión de portentosas curaciones, sobre todo de hernia, contra la que es abogado. 
Es patrón de Poitiers y de varios municipios españoles. Celebra su fiesta el día 20 de mayo.

## San Baudilio en España

### Castilla y León
- Iglesia mozárabe de San Baudelio de Berlanga (Casillas de Berlanga, Soria).
- Iglesia románica-mudéjar de Samboal (Segovia).[1]
- Monasterio en ruinas de Sambol (Burgos), que actualmente da nombre a un arroyo en el Camino Francés del Camino de Santiago.
- Iglesia de San Boal o San Baudilio, en Moraleja de las Panaderas (Valladolid).
- Iglesia parroquial de Pozaldez, que celebra sus fiestas patronales el 20 de mayo.
- Parroquia de San Boal, en la localidad de Zorita de la Loma (Valladolid). Edificio de adobe.
- Parroquia de San Boal, en la ciudad de Salamanca. A corta distancia, además, se encuentra el Palacio de San Boal.
- Iglesia de San Boal, en Blascosancho (Ávila).
- La villa de Cigudosa, en la provincia de Soria, tiene como patrón a San Baudelio.

En tierras salmantinas, San Baudilio era el santo predilecto sacado en procesión para rogar lluvias en tiempos de sequías. Por esto, las rogativas que se conocen en tierras charras a este santo son numerosas.

### Cataluña
- Ermita de San Baudilio (Vilarig, Gerona).
- Ermita de San Baudilio (Llissá de Munt, Barcelona).
- Iglesia de San Baudilio, en San Baudilio de Llobregat (Barcelona).
- Iglesia de San Baudilio, en San Baudilio de Llusanés (Barcelona).

### La Rioja
- Muro de Aguas (La Rioja), en esta localidad se celebra su fiesta el tercer domingo de mayo, aunque antiguamente era el día 20 de mayo.